# 郭𧲭
郭𧲭（16世紀—16世紀），字英甫，湖廣襄陽府宜城縣人，明朝政治人物。

## 生平
郭𧲭家貧嗜學，每天手不釋卷，其妻以洗棉絮為業，每逢冬天拿出敗絮給他抵禦寒冷，嘉靖二十二年（1543年）癸卯科湖廣鄉試第八十九名舉人，隆慶四年（1570年）授惠州推官，判案明允，陞廣州通判，以年老告歸，持家節儉，教育子孫持盈履滿時越要謹慎。

## 引用
1. 1 2  光緒《宜城縣志·卷七·耆舊志》：郭𧲭，字英甫，靈璧令綬之季子，家貧嗜學，竟日一餔手不釋卷，內子躬䌟絖佐業，每寒沍以敗絮抵足讀書達旦，嘉靖癸卯登賢書，司理惠州用法明允，擢廣州別駕，以老告休，居官持家雅尚節儉，訓戒子孫常以持盈履滿為兢兢。